# Zemovít Těšínský
Zemovít Těšínský (polsky Siemowit cieszyński) (1340 – 25. září 1391) byl představitel těšínských Piastovců a generální převor johanitů v Čechách.

## Život
Byl synem Kazimíra I. Těšínského a jeho ženy Eufemie Mazovské. Podobně jako jeho starší bratři Boleslav a Jan byl určen pro duchovní kariéru.
Postupem času se stal komturem johanitů v Malé Olešnici (polsky Oleśnica Mała), poblíž Oławy (od r.1360). Od roku 1371 zastával funkci představeného pražského řádu pro Čechy, Moravu, Polsko, Rakousy, Štýrsko a Korutany. Roku 1384 přijal titul pokladníka a představeného řádu na německém území.

## Smrt
Zemovít zemřel 25. září 1391. Místo jeho pohřební není známo.